# Медиавирус
Медиави́рус (англ. media virus) — термин, введённый американским специалистом в области средств массовой коммуникации (СМК)
Дугласом Рашкоффом для обозначения медиасобытий (где медиа — средства коммуникации), вызывающих прямо или косвенно определённые изменения в жизни общества.

## Возникновение термина
Дуглас Рашкофф в книге «Media Virus! Hidden Agendas in Popular Culture» (1994, — «Медиавирус. Тайные послания в популярной культуре», 2003) на различных примерах описывает, как СМК манипулируют общественным мнением, продвигая интересы мира крупных корпораций.
Согласно книге Рашкоффа, существуя на деньги рекламодателей и корпораций, СМК вольно и невольно продвигают изо дня в день навязываемые ими обществу потребительские ценности (консюмеризм), формируют соответствующее им общественное мнение, навязывая, тем самым, понимание современного мира.
По мнению Рашкоффа, вместе с развитием средств массовой коммуникации в мировой и прежде всего в американской массовой культуре появилось поколение «Х», выросшее в тесном контакте со средствами массовой коммуникации массмедиа, хорошо знакомое с инфокоммуникационными технологиями и функционирующее главным образом в мировом информационном пространстве (который Рашкофф считает синонимом «медиа») — инфосфере, или «медиа-пространстве» (англ. mediasphere), прообразе виртуальной реальности. Представители этого поколения с их знаниями психологии, социологии, маркетинга, приёмов нейролингвистического программирования и психологии влияния, создают группы, целью которых ставится проведение «медиа-диверсий», способных взорвать карту реальности, создаваемую СМК как упрощённую модель современного мира. И если раньше «медиа-пространство» большинством людей воспринималось в качестве средства, информирующего людей о реальности, то сейчас всё больше людей относится к инфосфере как к самостоятельному феномену, существующему по своим законам.
В книге «Медиавирус» Рашкофф подробно описывает то, что противодействует преднамеренному упрощению картины мира средствами массовой коммуникации, — медиа-события, «вызывающие подлинные социальные перемены», детища сложившейся ситуации, информация о которых распространяется в инфокоммуникационной среде по принципу вирусов, названных Рашкоффом медиавирусами. Именно запуском подобных медиавирусов и занимаются современные медиа-активисты и специалисты по воздействию средств массовой коммуникации. Плодами их работы могут пользоваться предвыборные штабы, крупные корпорации и другие заинтересованные лица.
Медиавирусы — распространяющиеся по инфосфере мемы и мемокомплексы, изменяющие восприятие локальных и глобальных событий. Научная дисциплина, изучающая вирусные и менее влиятельные мемы, называется меметика, плодами которой и пользовался Дуглас Рашкофф для формирования концепции «медиавируса».
Оболочкой медиавируса как фактора, раскрывающего сложность и полноту связей инфосферы, может быть:
- Событие
- Изобретение
- Технология
- Научная теория
- Философская система
- Сексуальный скандал
- Поп-звезда
- Публикация на интернет-сайте
- И т. д.

Вызывая интерес у потребителей массмедиа и распространяясь, эти события, как утверждает Рашкофф, способны вызвать серьёзный сдвиг в массовом сознании. Рашкофф приводит пример «эффекта бабочки»: незначительное событие в одной части сложной системы может спровоцировать непредсказуемые катастрофические изменения в другой.
Сегодня одной из сфер распространения медиавирусов является Интернет. Некоторые исследователи придерживаются гипотезы, что интернет может в скором будущем служить плацдармом для революций.

## Виды медиавирусов
Можно выделить три вида медиавирусов:
- Преднамеренно созданные медиавирусы, сознательно кем-то запускаемые, чтобы способствовать распространению какого-либо товара или идеологии. Примерами таких вирусов Рашкофф называет рекламные трюки и акции медиаактивистов.
- «Кооптированные» вирусы, или «вирусы-тягачи», которые могут возникнуть спонтанно, но мгновенно утилизируемые заинтересованными группами с целью распространения собственных концепций. Примеры включают скандал вокруг Вуди Аллена и Миа Фэрроу (использовался республиканцами для критики концепций демократов), эпидемию СПИДа (была использована консерваторами для обвинения гомосексуалистов) и др.
- Полностью самозарождающиеся вирусы — медиавирусы, вызывающие интерес и распространяющиеся сами по себе. Примерами могут служить избиение Родни Кинга, новые технологии или научные открытия.

## Отличия медиавирусов от PR-трюков
По словам Рашкоффа, вирусы противодействуют чрезмерному упрощению и отвлечению внимания. Чтобы отличить их от обычных PR-трюков, следует определить, упрощает ли информационное событие вопрос, сводит ли его к эмоциям, или делает его сложным. Медиавирус раскрывает сложность связей в системе и часто по-новому, неожиданно расставляет акценты, в то время как PR-трюк вопрос искусственно упрощает (например, слоган «Скажи наркотикам „нет!“», требующий отказаться от наркотиков только из-за того, что это наркотики). Соответственно, последствия воздействия медиавируса на общество более ощутимые и долговременные, чем у стандартной PR-акции.
Впрочем, даже такие упрощающие мемы могут со временем мутировать в медиавирусы и заставить людей изменить своё отношение к каким-либо вопросам.

Медиавирусы порождают новые вопросы, а не готовые ответы. Простейший способ отличить медиавирус от трюка пиарщиков — это определить, упрощает ли он вопрос, сводит ли его к эмоциям, или, напротив, делает его необычайно сложным. Вирус всегда заставляет социальную систему или систему взглядов, на которые нападает, выглядеть запутанной и непостижимой, какой она и является на самом деле. Приём упрощения и отвлечения внимания безнадёжно устаревает после атаки медиавируса.
Медиавирусы также нейтрализуют приём маргинализации. Первой реакцией пиара на контркультурную идею становится попытка её маргинализировать. Например, если вы против войны, то на вас попытаются наклеить ярлык «антипатриота». Но оболочка хорошо сконструированного медиавируса позволяет его мемам распространяться прежде, чем они будут маргинализированы. Достаточно показать подлинное лицо войны. Медиавирусы, выходящие за рамки «официальной точки зрения» не позволяют эксплуатировать «право на единственную репрезентацию реальности». Они комментируют сами медиа. Вирусы выражают себя в иронии и апеллируют к способности зрителей выносить объективные суждения. Благодаря этому люди осознают сложность, скрывающуюся за видимой простотой репрезентаций нашего мира.
— 

## Медиаактивизм и применение медиавирусов
Медиактивизм (англ. media activism) — явление, особенно характерное для нескольких последних десятилетий, но предпосылки которого, вероятно, можно было наблюдать на протяжении всего развития средств коммуникации между людьми. Медиаактивистов можно назвать «партизанами информационной войны», ибо существующие организованные группы или отдельные индивиды ведут специальную работу по созданию медиавирусов. Среди наиболее известных медиаактивистов или, по крайней мере, людей, запустивших ряд получивших известность медиавирусов, можно назвать американского учёного Тимоти Лири, с которым Дуглас Рашкофф был знаком лично. Экотерроризм, практикуемый экстремальными группировками «зелёных», также имеет целью создавать медиавирусы. Существуют социологические исследования медиаактивизима среди ВИЧ-инфицированных.
Сегодня политические деятели и другие публичные персоны — по всей вероятности, знакомые с меметикой и принципами распространения мемов — будучи естественными ньюсмейкерами для средств массовой информации, часто становятся авторами различных вирусных мемов.

## Известные медиавирусы
Бо́льшую часть книги Рашкоффа занимают примеры различных медиавирусов. Тем не менее, не дается однозначного и абсолютно строгого определения медиавируса, позволяющего четко сказать, что является медиавирусом, а что нет.
В современности весьма часто можно наблюдать глобальные эффекты самых различных событий, попавших в СМИ или Интернет. К таким событиям вполне применимо определение медиавируса, поскольку они вызывают значимые для общества последствия, а средой распространения является медиасреда. На практике медиавирусом достаточно часто называют, например, скандальные происшествия, сплетни о политиках и поп-звёздах и т. п. события с негативной или провокационной подоплёкой, вызывающие заметные для общества последствия. В то же время понятие медиавирус достаточно размытое и нечеткое, во многом зависящее от субъективного мнения конкретного исследователя.
Можно привести примеры, вызвавшие наибольший общественный резонанс медиасобытий:
- Медиавирусы могут послужить толчком к массовым беспорядкам, как, например, в случае с избиением чернокожего Родни Кинга белыми полицейскими в начале 1990-х, заснятого на видеоплёнку и попавшего в американские СМИ.
- Источниками медиавирусов могут выступать телепередачи и мультсериалы, например «Симпсоны»[6]. Проблема медиавирусов, распространяющихся среди детей и тинэйджеров, привлекает особое внимание[7].

## Медиавирусы вРоссии
Россияне также имели возможность наблюдать ряд медиавирусов, различных по масштабам последствий. Одним из первых был телевизионный сюжет, подготовленный музыкантом Сергеем Курёхиным и журналистом Сергеем Шолоховым и впервые показанный в телевизионной передаче «Пятое колесо» 17 мая 1991 года по Ленинградскому телевидению, который доказывал, что Ленин был грибом и радиоволной.
В июле 2006 года поцелуй Никиты Владимиром Путиным вызвал широкий общественный резонанс, так как данное событие невозможно было однозначно истолковать. Это событие сразу же нашло отражение в форумах Интернета. Комплексность данного события, скорее всего, была усилена тем фактом, что вопрос о мотивах, побудивших Владимира Путина прилюдно поцеловать ребёнка в живот, попал в перечень самых популярных вопросов президенту на интернет-конференции 6 июля 2006 года.
Ещё одно медиасобытие, имеющее основания называться потенциально вирусным, — известный скандал вокруг Филиппа Киркорова, нецензурно выругавшегося в адрес журналистки. Известно, что певец сделал паузу в своих выступлениях примерно на год. Насколько эффективным оказался медиавирус — неизвестно, однако он привлёк к российской поп-звезде определённое внимание средств массовой информации.
В Рунете одним из наиболее заметных медиавирусов стало появление неологизма «превед», быстро распространившегося в виде мема по информационному пространству русскоязычного Интернета, которому были посвящены ряд статей в различных СМИ. Данный факт послужил вдохновением для создания интернет-ресурса, посвящённого медиаактивизму, под названием «Превед» (в настоящее время недоступен). Его создатели называют данный сайт «медиавирусной лабораторией», на его страницах авторы анализируют деятельность различных медиавирусов.
Так же отдельной категорией медиавирусов считаются вирусные видео, распространяющиеся через социальные сети от пользователя к пользователю и за небольшой промежуток времени набирающие сравнительно большое количество просмотров. Некоторые вирусные ролики записываются и распространяются спонтанно, другие создаются специально для дальнейшей вирусной раскрутки (например, многие работы студии «My Duck's Vision»). Иногда медиавирусом становится некое целое произведение, яркий пример — фильм 1998 года «Зелёный слоник» режиссёра Светланы Басковой, который начал распространение по Рунету с имиджборда, первоначально с целью шокирования как можно большего количества людей. Но фильм внезапно полюбился многим рунетчикам и в настоящее время буквально растаскан на цитаты, а по Рунету гуляют уже тысячи видеороликов, в основе которых наложение на некое произвольное (но при этом обычно известное и популярное) видео различных аудио- и видеофрагментов из фильма с целью создания комического эффекта. Большое количество вирусных видео загружено на видеохостинг YouTube.
Также получил распространение Интернет-мем «Упячка», представляющий собой контр-культурное движение — яркий пример противопоставления «виртуальной реальности» Интернет.

### На английском языке
- FAIR’S Media Activist Kit
- Kirk Hallahan, «The Consequences of Mass Communication» (PDF) — объёмный обзор последствий преобладания массовой коммуникации.

### На русском языке
- Данила Давыдов. Оружие контркультуры (недоступная ссылка): Рецензия на книгу «Медиавирус» Рашкоффа